# Alí Abdalláh Sálih
Alí Abdalláh Sálih (arabsky علي عبد الله صالح‎; 28. března 1947 – 4. prosince 2017) byl jemenský politik, prezident Severního Jemenu v letech 1978 až 1990 a prezident sjednoceného Jemenu v letech 1990 až 2012.
Narodil se 21. března 1942 v městečku Bajt al-Ahmar v oblasti Saná. Ve 12 letech nastoupil vojenskou službu a vstoupil do královské armády. V roce 1962 byl v hnutí mladých důstojníků, které svrhlo monarchii. Po zavraždění severojemenského prezidenta Ahmada Husajna Ghášimího v červnu 1978 byl 17. července zvolen hlavou státu.
Na úřadu prezidenta republiky pracoval od roku 1978 až do roku 1990, kdy se stal 22. května prezidentem sjednoceného Jemenu. V roce 1999 byl podruhé zvolen v prezidentských volbách, kdy získal 96% hlasů. Dne 20. září 2006 získal ve volbách 77,2 % hlasů a stal se tak již po třetí prezidentem Jemenu.
V srpnu 1990 podporoval iráckého prezidenta Saddáma Husajna při obsazení Kuvajtu, následkem čehož Saúdská Arábie vypověděla ze země na 700 000 Jemenců.
Po protivládních demonstracích koncem ledna 2011 oznámil, že již nebude kandidovat v prezidentských volbách v roce 2013. V červnu 2011 byl vážně raněn při útoku na prezidentský komplex v Saná. Byl operován v Saúdské Arábii a do země se vrátil 23. září. V době jeho nepřítomnosti převzal moc jeho viceprezident Abd Rabú Mansúr Hádí, který byl později zvolen prezidentem.
V roce 2015 se Sálih spojil s Húsíi s cílem převzít vládu v zemi to vedlo k občanské válce mezi jeho přívrženci, Husii a spojenci tehdejšího prezidenta Hádího. Následná vojenská intervence arabských monarchií vedla k humanitární katastrofě v zemi. 4. prosince 2017 byl po střetech mezi Husii a jeho přívrženci zabit poblíž hlavního města Saná.

## Rodina
Sálih byl dvakrát ženatý a měl nejméně 7 synů.[zdroj⁠?!]

## Vyznamenání
- Řád José Martího – Kuba, 2000[4]